# Pornografický film

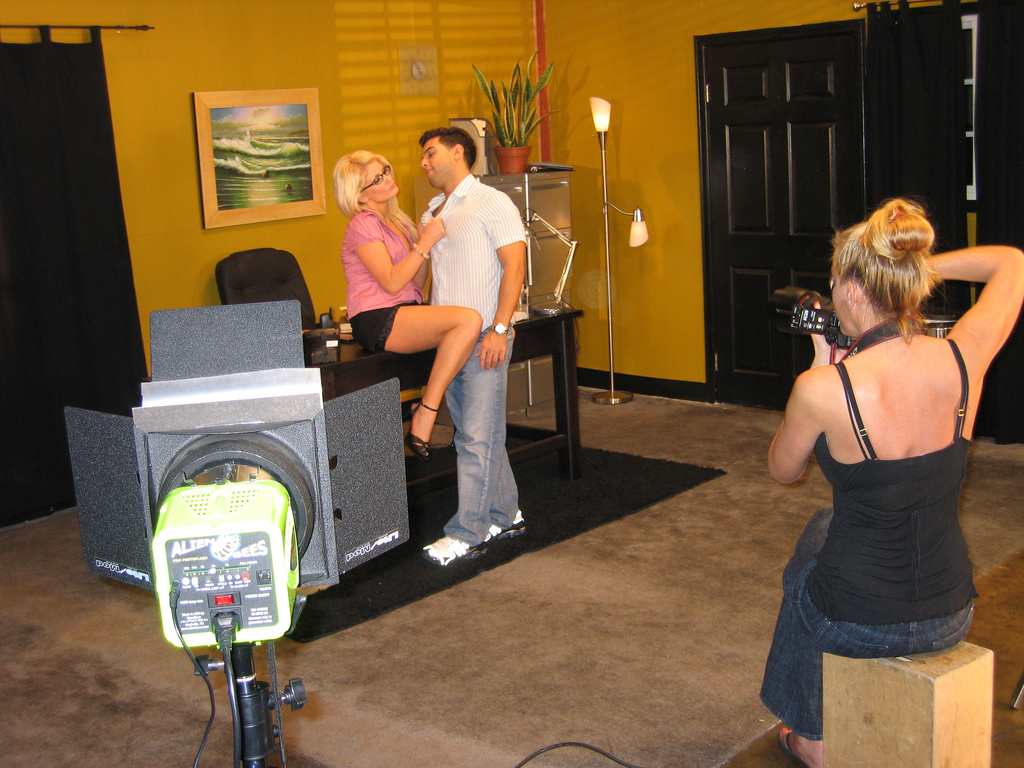
Natáčení pornografického filmu

Pornografický film je jeden z filmových žánrů. Obsahem pornografického filmu je znázornění lidského těla (lidských těl) během jeho sexuálního chování, čímž chce žánr docílit divákova sexuálního vzrušení. Žánr má blízko erotickému filmu, avšak liší se již zmíněnou lidskou sexuální činností. Příkladem pornografického filmu může být Hluboké hrdlo (1972) nebo Doc MaCock (2005).